# Stemonurus secundiflorus
Stemonurus secundiflorus är en järneksväxtart som beskrevs av Carl Ludwig von Blume. Stemonurus secundiflorus ingår i släktet Stemonurus och familjen Stemonuraceae.

## Underarter
Arten delas in i följande underarter:
- S. s. hosei
- S. s. lanceolatus